# Australian Open 2020 - Quad singolare
Dylan Alcott era il detentore del titolo da cinque anni e si è riconfermato battendo in finale Andrew Lapthorne con il punteggio di 6–0, 6-4.

## Teste di serie
1. Dylan Alcott (campione)

1. Andrew Lapthorne (finale)

## Tabellone

### Legenda
| - Q = Qualificato - WC = Wild card - LL = Lucky loser | - ALT = Alternate - SE = Special Exempt - PR = Protected Ranking | - w/o = Walkover - r = Ritirato - d = Squalificato |

### Finale
|  | Finale |                  |                  |   |   |  |
|  |        |                  |                  |   |   |  |
|  | 1      | Dylan Alcott     | Dylan Alcott     | 6 | 6 |  |
|  | 2      | Andrew Lapthorne | Andrew Lapthorne | 0 | 4 |  |

### Round Robin
|    |                  | Alcott   | Lapthorne           | Wagner      | Davidson            | RR V–P | Set V–P | Game V–P | Classifica |
| 1  | Dylan Alcott     |          | 7–5, 6–1            | 6–3, 6–1    | 6–2, 6–0            | 3–0    | 6–0     | 37–12    | 1          |
| 2  | Andrew Lapthorne | 5–7, 1–6 |                     | 6–3, 7–6(6) | 7–6(5), 3–6, 7–6(8) | 2–1    | 4–3     | 36–40    | 2          |
|    | David Wagner     | 3–6, 1–6 | 3–6, 6(6)–7         |             | 6–2, 6–3            | 1–2    | 2–4     | 25–30    | 3          |
| WC | Heath Davidson   | 2–6, 0–6 | 6(5)–7, 6–3, 6(8)–7 | 2–6, 3–6    |                     | 0–3    | 1–6     | 25–41    | 4          |

La classifica viene stilata in base ai seguenti criteri: 1) Numero di vittorie; 2) Numero di partite giocate; 3) Scontri diretti (in caso di due giocatori pari merito); 4) Percentuale di set vinti o di game vinti (in caso di tre giocatori pari merito); 5) Decisione della commissione